# Rubén Gracia
Rubén Gracia Calmache – detto Cani – (Saragozza, 3 agosto 1981) è un ex calciatore spagnolo, di ruolo centrocampista.

## Carriera
Cresciuto calcisticamente nella squadra della città natale, dopo una breve parentesi in prestito nel Utebo FC fa ritorno al Real Saragozza per accasarsi in seconda squadra.
Fece il proprio debutto con la prima squadra nella stagione 2001-02 della Liga giocando trenta minuti contro il Barcellona.
Con il Real Saragozza vinse una Coppa del Re e una Supercoppa di Spagna.
Il Villarreal si assicura le sue prestazioni nella finestra di mercato estivo del 2006.
Nonostante alcune mancate convocazioni da parte dell'allenatore Manuel Pellegrini la sua avventura nella squadra valenciana procede bene.
Nel 2011 è stato protagonista del controverso episodio del lancio della bottiglietta all'allenatore del Real Madrid, José Mourinho, con conseguente espulsione del calciatore spagnolo in una partita terminata 4-2 per i blancos.
Il 7 gennaio 2015 passa all'Atlético Madrid con la formula del prestito. A fine stagione fa ritorno al Villarreal, ma il 23 luglio rescinde il suo contratto con il Sottomarino Giallo.
Il 24 luglio 2015 viene ingaggiato dal Deportivo la Coruña.

## Statistiche

### Presenze e reti nei club
Statistiche aggiornate all'11 aprile 2015.
| Stagione          | Squadra           | Campionato        | Campionato | Campionato | Coppe nazionali | Coppe nazionali | Coppe nazionali | Coppe continentali | Coppe continentali | Coppe continentali | Altre coppe | Altre coppe | Altre coppe | Totale | Totale |
| Stagione          | Squadra           | Comp              | Pres       | Reti       | Comp            | Pres            | Reti            | Comp               | Pres               | Reti               | Comp        | Pres        | Reti        | Pres   | Reti   |
| ----------------- | ----------------- | ----------------- | ---------- | ---------- | --------------- | --------------- | --------------- | ------------------ | ------------------ | ------------------ | ----------- | ----------- | ----------- | ------ | ------ |
| 2006-2007         | Villarreal        | PD                | 35         | 4          | CR              | 3               | 0               | Int                | 2                  | 0                  | -           | -           | -           | 40     | 4      |
| 2007-2008         | Villarreal        | PD                | 32         | 0          | CR              | 4               | 0               | CU                 | 5                  | 1                  | -           | -           | -           | 41     | 1      |
| 2008-2009         | Villarreal        | PD                | 22         | 6          | CR              | 2               | 0               | UCL                | 7                  | 0                  | -           | -           | -           | 31     | 6      |
| 2009-2010         | Villarreal        | PD                | 35         | 2          | CR              | 3               | 0               | UEL                | 9                  | 1                  | -           | -           | -           | 47     | 3      |
| 2010-2011         | Villarreal        | PD                | 34         | 5          | CR              | 6               | 1               | UEL                | 14                 | 4                  | -           | -           | -           | 54     | 10     |
| 2011-2012         | Villarreal        | PD                | 29         | 0          | CR              | 1               | 0               | UCL                | 5                  | 1                  | -           | -           | -           | 35     | 1      |
| 2012-2013         | Villarreal        | SD                | 37         | 3          | CR              | 1               | 0               | -                  | -                  | -                  | -           | -           | -           | 38     | 3      |
| 2013-2014         | Villarreal        | PD                | 26         | 3          | CR              | 1               | 0               | -                  | -                  | -                  | -           | -           | -           | 27     | 3      |
| 2014-gen. 2015    | Villarreal        | PD                | 9          | 0          | CR              | 0               | 0               | UEL                | 5                  | 2                  | -           | -           | -           | 14     | 2      |
| Totale Villarreal | Totale Villarreal | Totale Villarreal | 259        | 23         |                 | 21              | 1               |                    | 47                 | 9                  |             | -           | -           | 327    | 33     |
| gen.-giu. 2015    | Atlético Madrid   | PD                | 4          | 0          | CR              | 1               | 0               | UCL                | 1                  | 0                  | SS          | -           | -           | 6      | 0      |
| Totale carriera   | Totale carriera   | Totale carriera   | 263        | 23         |                 | 22              | 1               |                    | 48                 | 9                  |             | -           | -           | 333    | 33     |

## Palmarès

### Club

#### Competizioni nazionali
- Coppa di Spagna: 1

Real Saragozza: 2003-2004
- Supercoppa di Spagna: 1

Real Saragozza: 2004